# Фалън (окръг)
Окръг Фалън (на английски: Fallon County) е окръг в щата Монтана, Съединени американски щати. Площта му е 4204 km², а населението - 3009 души (2017). Административен център е град Бейкър.